# D'Arcy Quinn
Darcy Marie Quinn Reyes (Washington D. C., 13 de abril de 1971) es una periodista y presentadora de televisión colombiana.

## Biografía
Darcy nació en Washington, Estados Unidos de padre estadounidense y madre colombiana. Se radicó en Bogotá desde su niñez. Estudió fotografía e inglés en el Marine College de San Francisco, posteriormente estudió periodismo y comunicación social en la Pontificia Universidad Javeriana, sin embargo no logró graduarse y culminó sus estudios 18 años después, en la Universidad Sergio Arboleda.
En 1993 se inició en el periodismo como presentadora en Noticiero 24 horas, se incursionó en QAP Noticias como reportera de las áreas políticas y judiciales. Entre 1998, al 2010 laboró en Caracol Televisión en programas de Noticias Caracol, Lechuza y El radar donde se desempeñó en reportería y en los cubrimientos de los hechos nacionales e internacionales. En 2011 se incursiona como locutora de noticias en Caracol Radio en los programas Hora 20, Hoy por hoy, La Luciérnaga y Mascotas Caracol hasta 2021, desde el 15 de julio hace parte del equipo de La FM de RCN Radio. Ha destacado para laborar como asesora de comunicaciones Germán Vargas Lleras y luego lo acompañó en el Ministerio del Interior y de Justicia donde manejó su imagen y su oficina de comunicaciones.
Está casada con el empresario Alberto Ríos Velilla.